# Golubovke (ptice)
Golubovke ili golupčarke (lat. Columbiformes)  su Red ptica koji obuhvaća samo jednu danas živuću porodicu, golubova (lat. Columbidae), podijeljenu u 67 rodova. Obuhvaća oko 300 vrsta od kojih je 11 izumrlo. Ranije se smatralo, da se red dijeli na dvije porodice, no novija istraživanja pokazuju, da bi obje porodice trebalo spojiti u jednu, Columbidae. Golubovi žive pretežno u umjerenim i tropskim klimatskim područjima na Zemlji.

## Columbidae
Golubovi (Columbidae) su porodica ptice iz reda Columbiformes. Rasprostranjeni su širom svijeta, a najveća raznolikost između vrsta postoji na području Indonezije i Australije. Zbijene su građe, imaju kratak vrat, te kratke i uske noseve. 

## Vanjske poveznice
|  | Zajednički poslužitelj ima još gradiva o temi Columbiformes |
|  | Wikivrste imaju podatke o taksonu Columbiformes             |